# 水葬

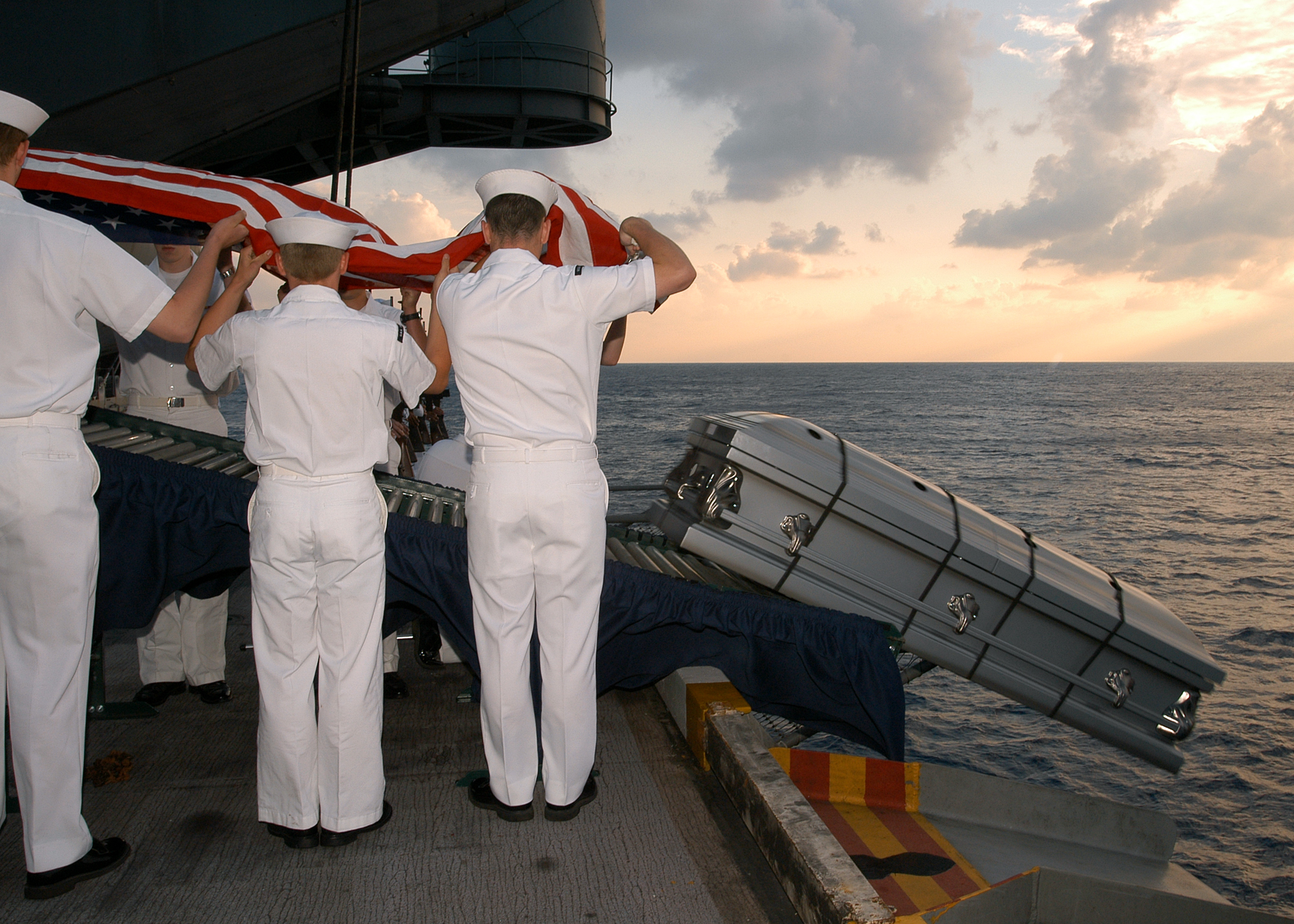
エンタープライズ (CVN-65)での水葬の様子。2004年5月撮影。

水葬（すいそう）は葬儀方法の一種で、遺体を海や川、湖に葬るやり方である。国によっては宗教上の理由から、土をかけて一旦土に還した形（土葬）をとった後に行う場合もある。

## 概要
水葬が行われる理由は様々なものがある。
まず、宗教（信仰）上の理由で水葬を行う地域としては、インドのガンジス川流域やポリネシアなどがある。地域によっては遺体を小さな舟に載せて川や海へ流すところもある（「船葬」や「舟葬」と呼ばれる）。
また軍民問わず、洋上での死者や、上陸戦での犠牲者に対して水葬を行う例がある。
通常、洋上の軍隊では、一旦国旗を被せ、滑り台により柩を海中に投下する。その際に弔砲や弔銃がなされる。式中は軍艦旗等が半旗にされる。

### ギャラリー

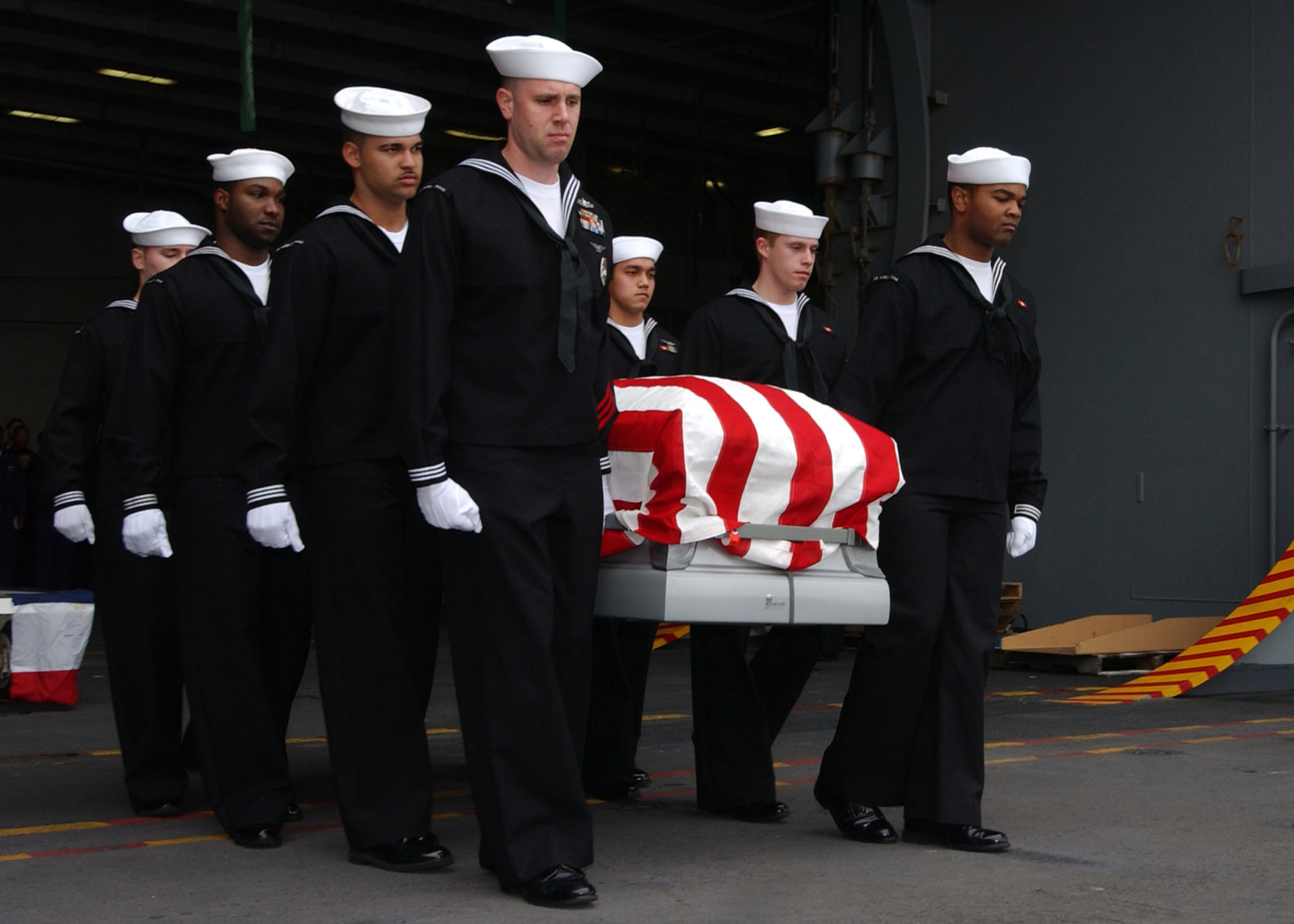
柩が運ばれてくる。
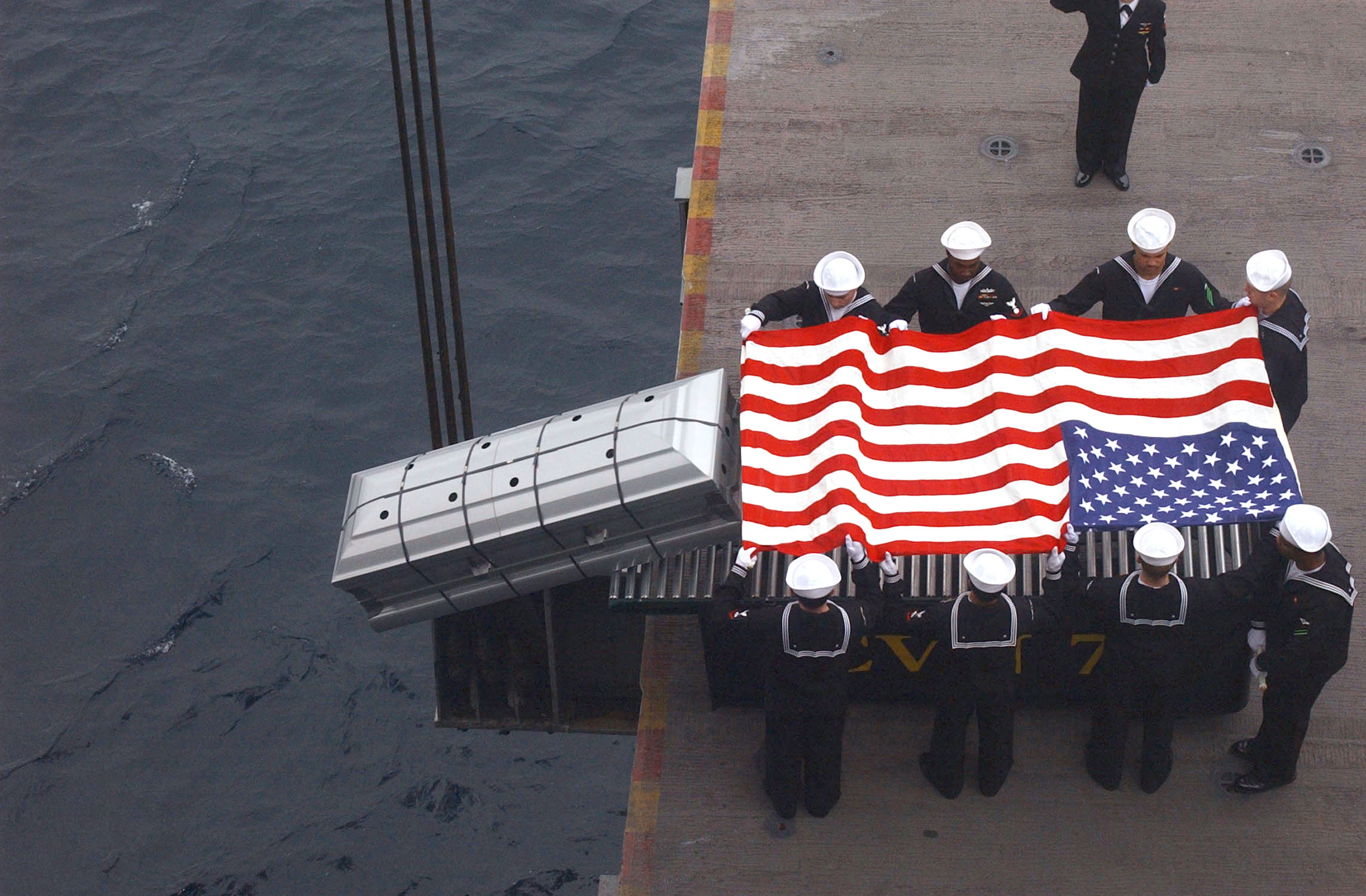
柩が海に落とされる。
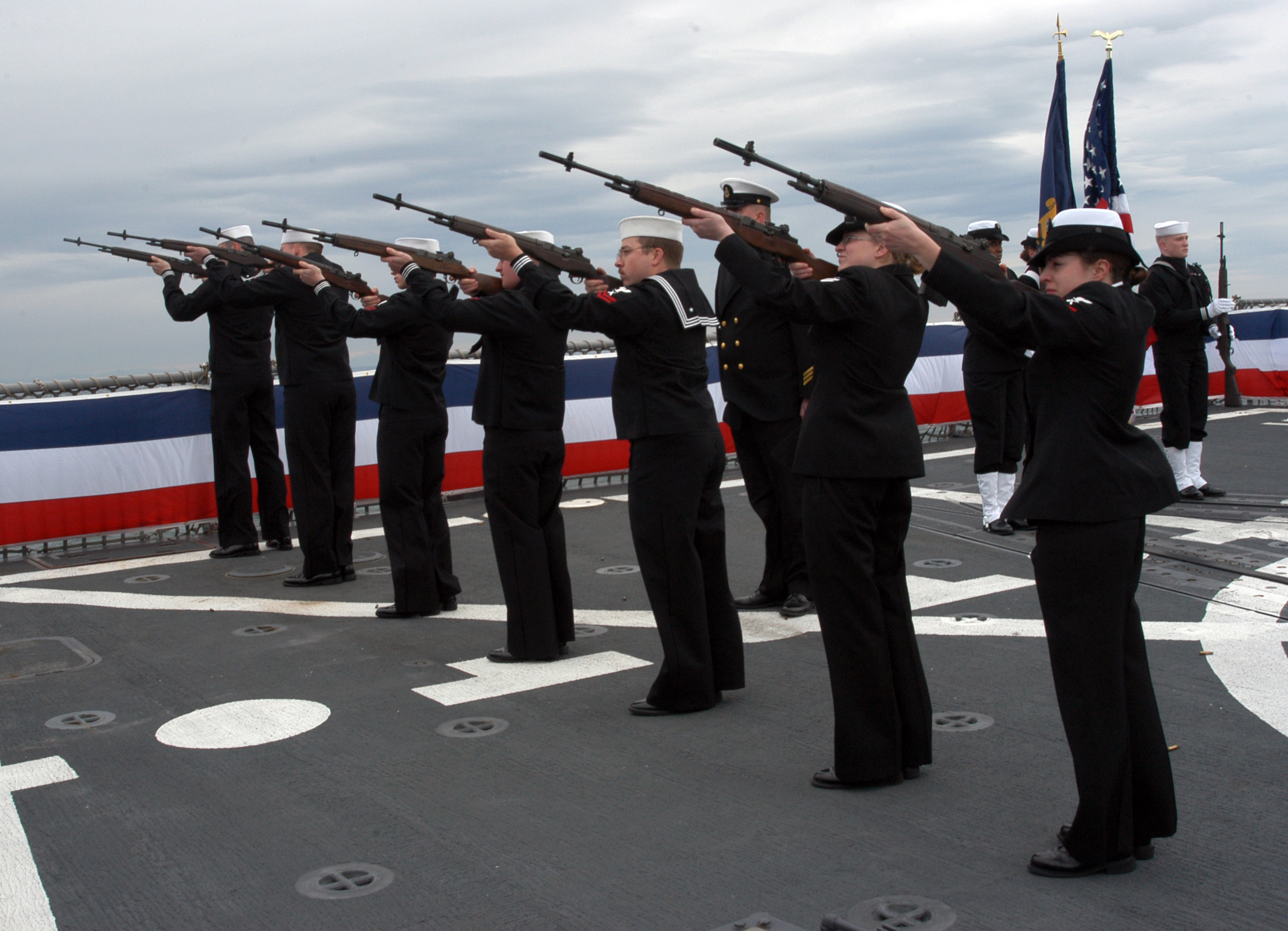
弔銃が斉射される。

## 日本

### 歴史
民俗学の考察として、古墳時代における舟形石棺の遺物や棺を「ノリフネ（乗り舟）」「フネ（舟）」と呼び、葬儀の世話人を「フナウド（舟人）」という風習、補陀落渡海の伝説など、古来、水葬が行われてきたことをうかがわせる風俗や伝承があるとする。
太平洋戦争中には日本海軍でも海上戦で戦死した兵士にも水葬が行われた。2005年の日本の映画・男たちの大和/YAMATOにも水葬のシーンが描かれている。
現代では、法律により日本国内では、刑法190条の死体遺棄罪に該当するとされる。

### 公海上の船舶
例外として、日本船籍の船では船員法第15条及び船員法施行規則第4条・第5条に基づいて、船舶の航行中に船内の人間が死亡した時に、船長の権限で水葬を行える。船員法及び船員法施行規則の関連条文は以下の通り。
- 船員法

第十五条（水葬）　船長は、船舶の航行中船内にある者が死亡したときは、国土交通省令の定めるところにより、これを水葬に付することができる。
- 船員法施行規則

第四条　船長は、次のすべての条件を備えなければ死体を水葬に付することができない。
一　船舶が公海にあること。
二　死亡後二十四時間を経過したこと。ただし、伝染病によつて死亡したときは、この限りでない。
三　衛生上死体を船内に保存することができないこと。ただし、船舶が死体を載せて入港することを禁止された港に入港しようとするときその他正当の事由があるときは、この限りでない。
四　医師の乗り組む船舶にあつては、医師が死亡診断書を作成したこと。
五　伝染病によつて死亡したときは、十分な消毒を行つたこと。
第五条　船長は、死体を水葬に付するときは、死体が浮き上らないような適当な処置を講じ、且つ、なるべく遺族のために本人の写真を撮影した上、遺髪その他遺品となるものを保管し、相当の儀礼を行わなければならない。
また、自衛隊でも水葬に関する事柄が定められている（防衛省訓令 隊員の分限、服務等に関する訓令・第21条）。自衛隊の場合は、船員法とは以下の要件が異なっている。
1. 医官が乗り組む船舶にあっては、医官が死亡診断書または死体検案書を作成していること
2. 伝染病によって死亡したときは、感染症の予防及び感染症の患者に対する医療に関する法律（感染症法）およびこれに基づいて発する命令の規定による消毒方法をしていること

ジェームズ・アワーは日本海で海上自衛隊の掃海艇から遺骨を水葬してほしいとの遺言を残していたため、日米共同で骨壺を水葬した。

## インド
ガンジス川流域にて、ヒンドゥー教の儀式の一環として行われている。これは、「ヒンドゥー教が、仏教の無常観思想を受け継いでいるため」、とも言われている。

## アメリカ合衆国
21世紀に入り、中東地域に展開するアメリカ軍がイスラム系武装組織の指導者などを殺害した場合、埋葬地が聖地とみなされぬよう水葬にするケースが見られた。2011年にアルカイーダの指導者ウサマ・ビンラディンを殺害した際には、アラビア海に展開していた航空母艦カール・ビンソンまで遺体を運び、イスラムの葬儀に必要な手順を踏まえながら水葬に処された。弔砲もなく甲板からひっそりと遺体袋を海中に落下させたため、気づかない乗組員も多かった。もっともイスラム教では遺体を地上で土葬とすることが一般的であり、水葬が発表された後、ウサマ・ビンラディンの家族は屈辱的であるとしてアメリカ当局を批判した。
2019年に殺害したISILの指導者アブー・バクル・アル＝バグダーディーの場合も、ウサマ・ビンラディンの前例に沿って水葬とされた。

## 水葬された有名人
Category:海葬された人物も参照
- 木曾義昌
- カジミエシュ・プワスキ - 1779年
- フランシス・ドレーク
- ジェームズ・クック
- 山崎丞 （新撰組隊士。但し、異説もある） - 1868年
- ニール・アームストロング - 2012年
- ジェームズ・アワー - 遺骨の入った骨壺を水葬した。